# Condica
Condica är ett släkte av fjärilar som beskrevs av Francis Walker 1856. Condica ingår i familjen nattflyn, Noctuidae.

## Dottertaxa tillCondica, i alfabetisk ordning[1][2]
- Condica abida Felder, 1874
- Condica abstemia Guenée, 1852
- Condica adornata Walker, 1865
- Condica aeruginosa Schaus, 1911
- Condica agalla Dognin, 1897
- Condica agnata Felder, 1874
- Condica albigera Guenée, 1852
- Condica albigeroides Dognin, 1897
- Condica albigutta (Wileman, 1912)
- Condica albolabes Grote, 1880
- Condica albomaculata Moore, 1867
- Condica albopicta Graeser, 1892
- Condica andrena Smith, 1911
- Condica aroana (Bethune-Baker, 1906)
- Condica atricuprea Hampson, 1908
- Condica atricupreoides Draeseke, 1928
- Condica baalba Schaus, 1921
- Condica bahamica Hampson, 1908
- Condica begallo Barnes, 1905
- Condica capensis (Guenée, 1852), Skärefly
- Condica carcoma Dognin, 1897
- Condica caustimargo Dyar, 1922
- Condica charada Schaus, 1906
- Condica chardra Schaus, 1906
- Condica cinifacta Draudt, 1950
- Condica circuita Guenée, 1852
- Condica circulorum Berio, 1973
- Condica claufacta Walker, 1857
- Condica collaris Troubridge, 2020
- Condica concisa Walker, 1856
- Condica conducta Walker, 1857
- Condica confederata Grote, 1873
- Condica confluens Hampson, 1908
- Condica consaepta Draudt, 1925
- Condica cupentia Cramer
- Condica cyclica Hampson, 1908
- Condica cyclioides Draudt, 1950
- Condica dentistrigata Walker, 1858
- Condica discincta Butler, 1879
- Condica discistriga Smith, 1894
- Condica discistrigia Smith, 1894
- Condica dolorosa (Walker, 1865)
- Condica egestis Smith, 1894
- Condica enigmatica Turati & Krüger, 1936
- Condica fuliginosa Leech, 1900
- Condica funerea Schaus, 1911
- Condica furtiva Guenée, 1852
- Condica glaucoptera Guenée, 1852
- Condica griseirena Hampson, 1908
- Condica hippia Druce, 1889
- Condica ignitincta Meissner, 1890
- Condica illecta (Walker, 1865)
- Condica illicita Schaus, 1911
- Condica illustrata Staudinger, 1888
- Condica imitata Druce, 1891
- Condica indecora Dognin, 1914
- Condica inquieta Walker, 1858
- Condica kalma Schaus, 1894
- Condica leucopis Hampson, 1908
- Condica leucoptya Dognin, 1907
- Condica leucorena Smith, 1900
- Condica leucostrota Hampson, 1908
- Condica lineata Druce, 1889
- Condica luxuriosa Dyar, 1926
- Condica melanica Hampson, 1911
- Condica menota Dyar, 1912
- Condica mersa Morrison, 1875
- Condica micragalla Hampson, 1911
- Condica micrippia Dyar, 1912
- Condica mimica Hampson, 1908
- Condica mobilis Walker
- Condica morsa Smith, 1907
- Condica mustia Dognin, 1897
- Condica naolina Schaus, 1904
- Condica niphosticta Hampson, 1918
- Condica octophora Hampson, 1908
- Condica orta Barnes & McDunnough, 1912
- Condica palaestinensis Staudinger, 1894
- Condica pallescens Sugi, 1970
- Condica paragalla Dognin, 1914
- Condica paraspicea de Joannis, 1928
- Condica parista Schaus, 1921
- Condica parnahyba Schaus, 1933
- Condica parva Leech, 1900
- Condica pauperata Walker, 1858
- Condica plagiata Walker, 1856
- Condica poliopasta Hampson, 1908
- Condica praesecta Warren, 1912
- Condica punctifera Walker
- Condica purpurea Druce, 1908
- Condica pyrocausta Hampson, 1911
- Condica pyromphalus Dyar, 1913
- Condica pyrosticta Druce, 1908
- Condica pyrostigma Hampson, 1908
- Condica roxana Druce, 1898
- Condica rubrifusa Druce, 1908
- Condica ruthae Schaus, 1923
- Condica scherdlini Oberthür, 1921
- Condica secorva Schaus, 1906
- Condica selenosa Guenée, 1852
- Condica serva Walker, 1858
- Condica simulatrix Hampson, 1908
- Condica stelligera Guenée, 1852
- Condica subaurea Guenée, 1852
- Condica sublucens Warren, 1912
- Condica subluxa Dyar, 1926
- Condica subornata Walker, 1865
- Condica sufficiens Walker, 1858
- Condica summota Schaus, 1911
- Condica sutor Guenée, 1852
- Condica sutrix Dyar, 1913
- Condica temecula Barnes, 1905
- Condica tibetica Draudt, 1950
- Condica vacillans Walker, 1858
- Condica variata Schaus, 1894
- Condica vecors Guenée, 1852
- Condica videns Guenée, 1852
- Condica violascens Hampson, 1914
- Condica viscosa (Freyer, 1831)

## Bildgalleri

Condica albigutta
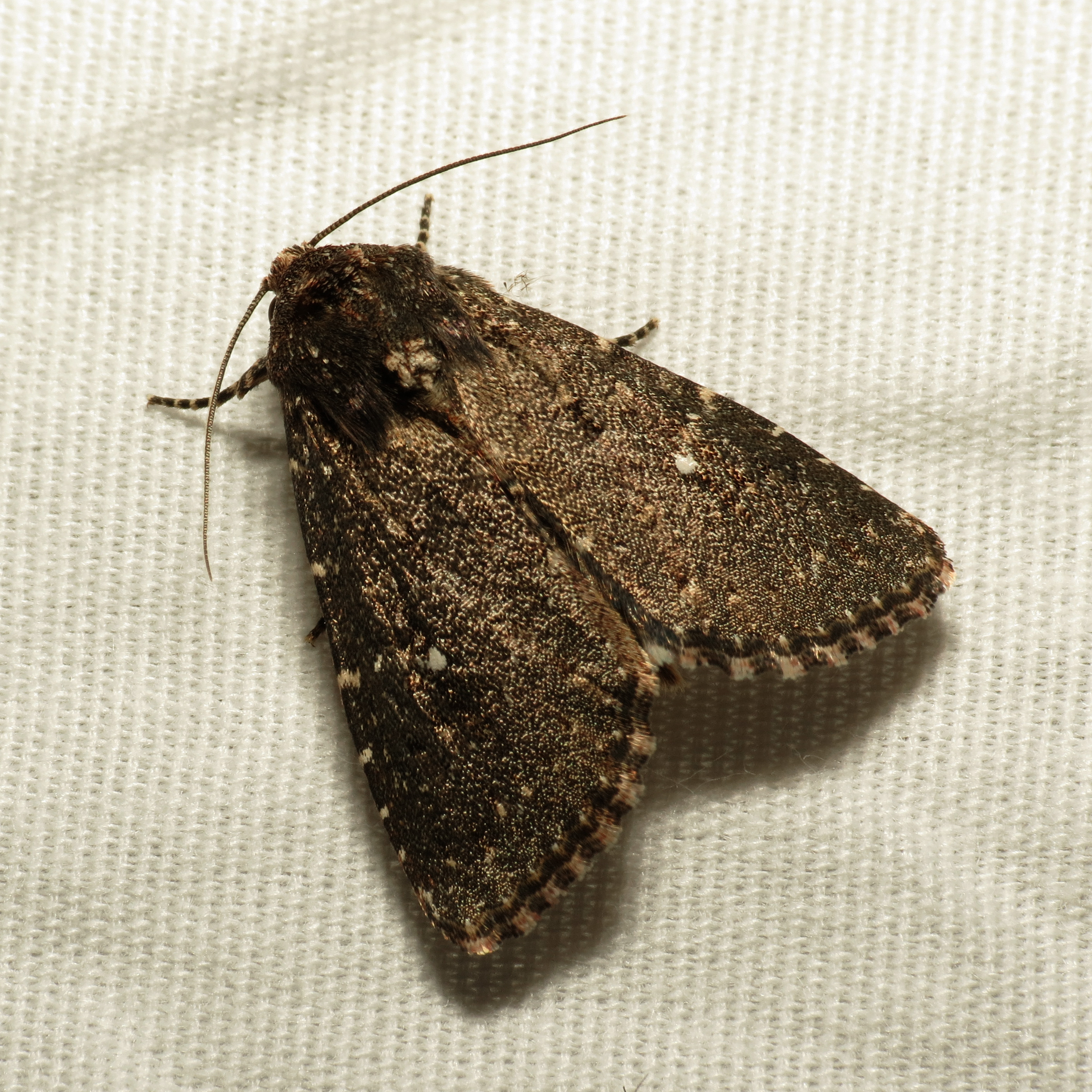
Condica albolabes
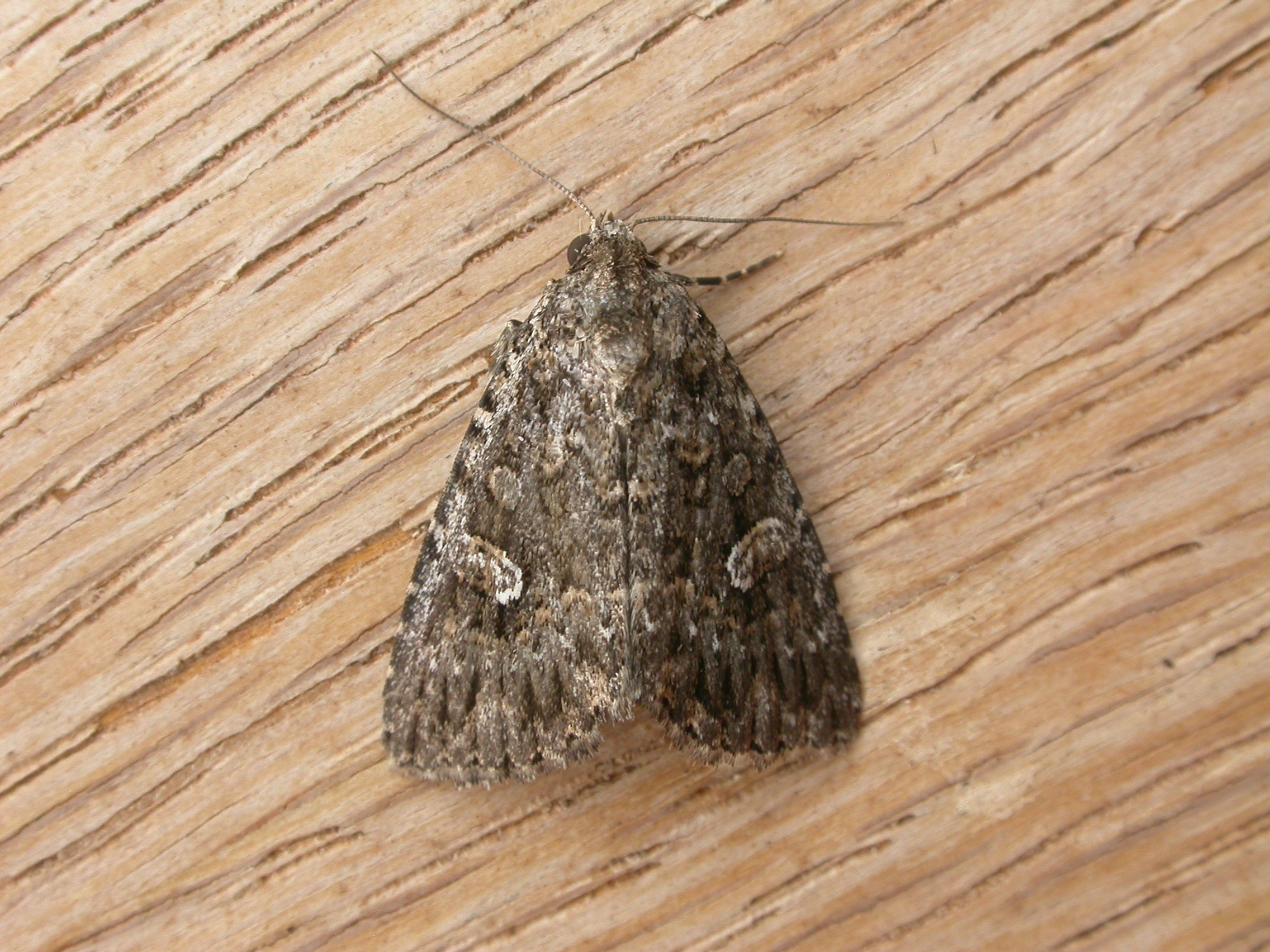
Condica aroana
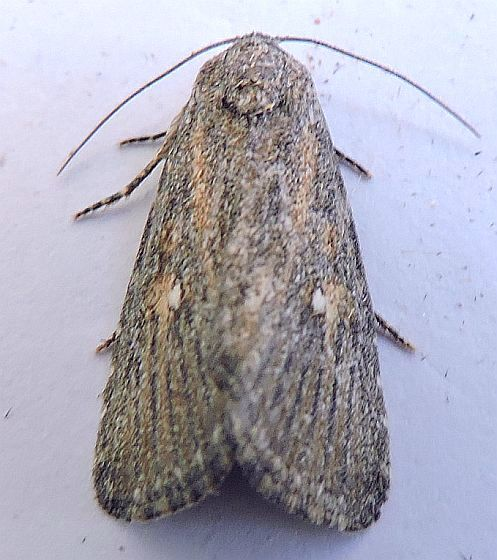
Condica begallo
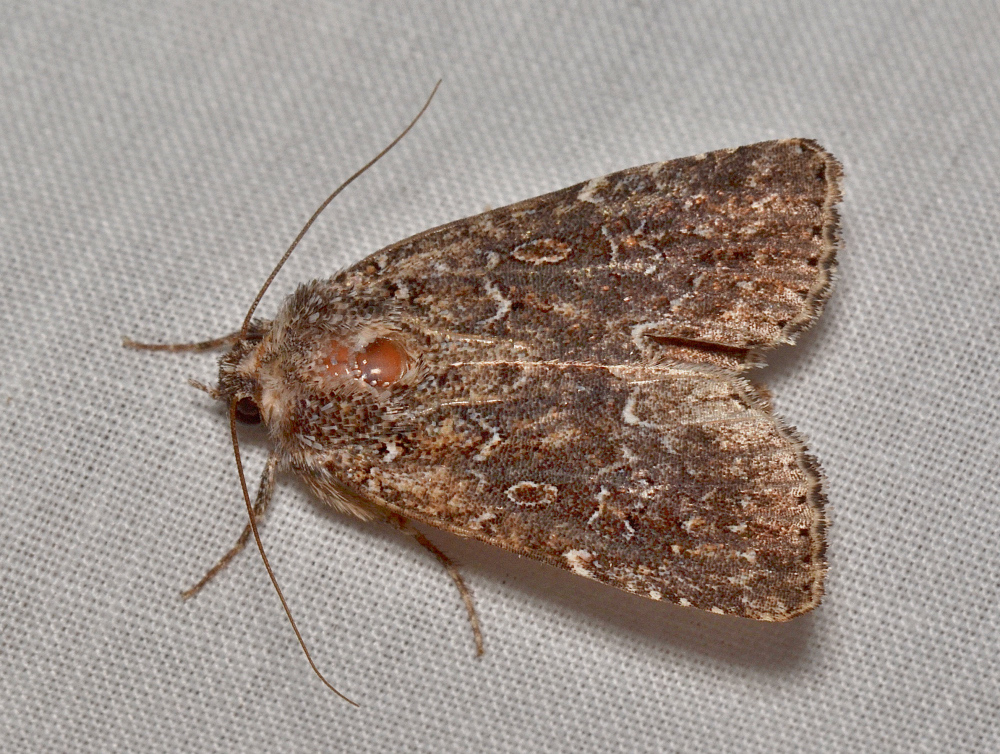
Skärefly, Condica capensis
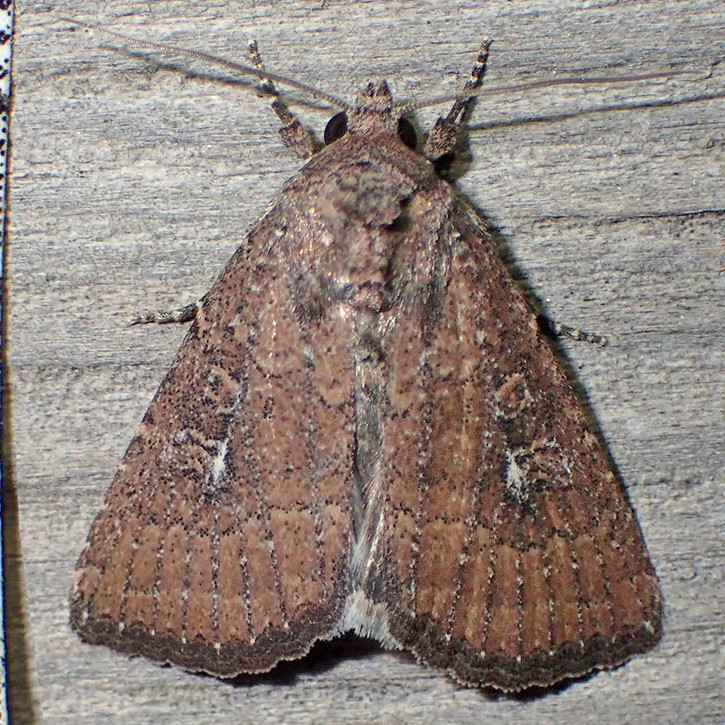
Condica charada
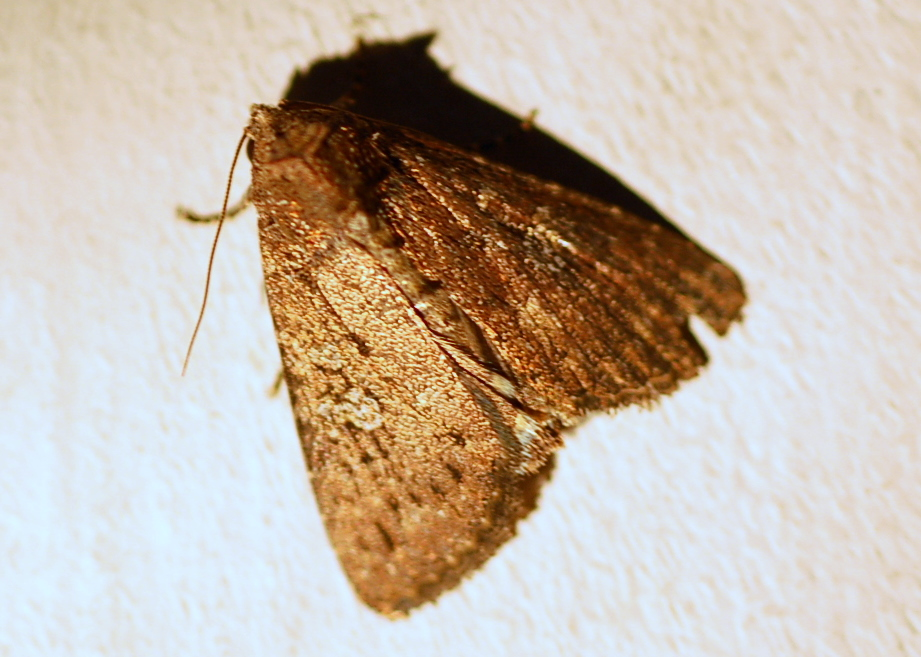
Condica conducta
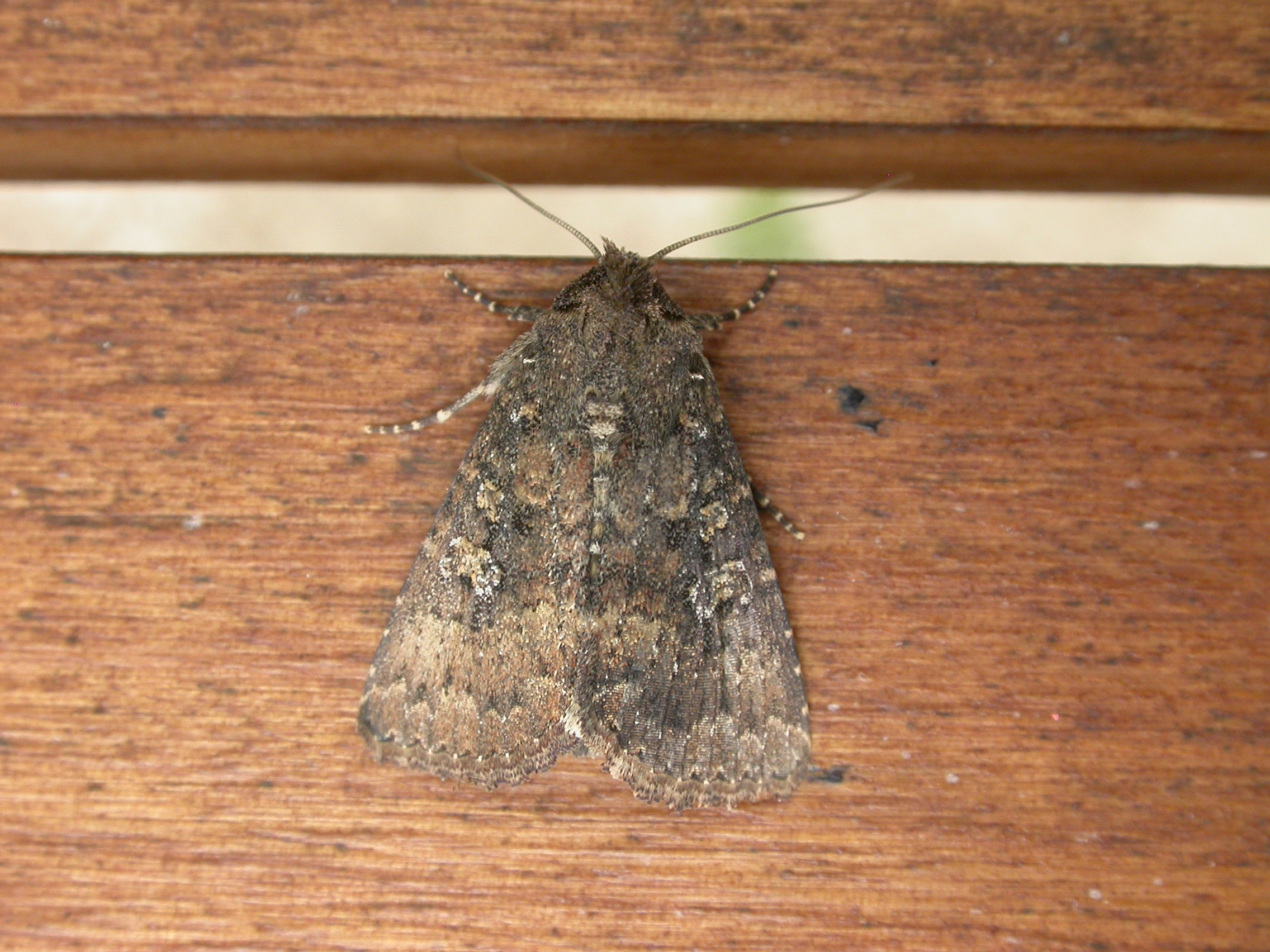
Condica illecta
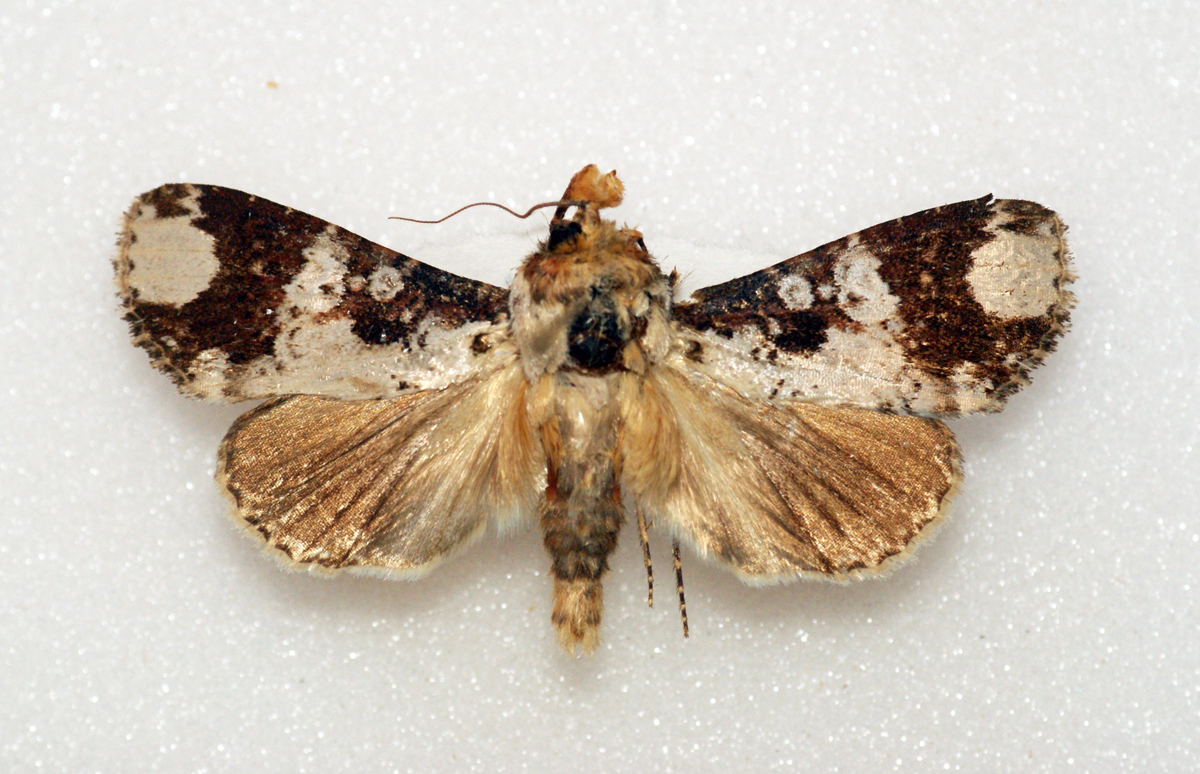
Condica mimica
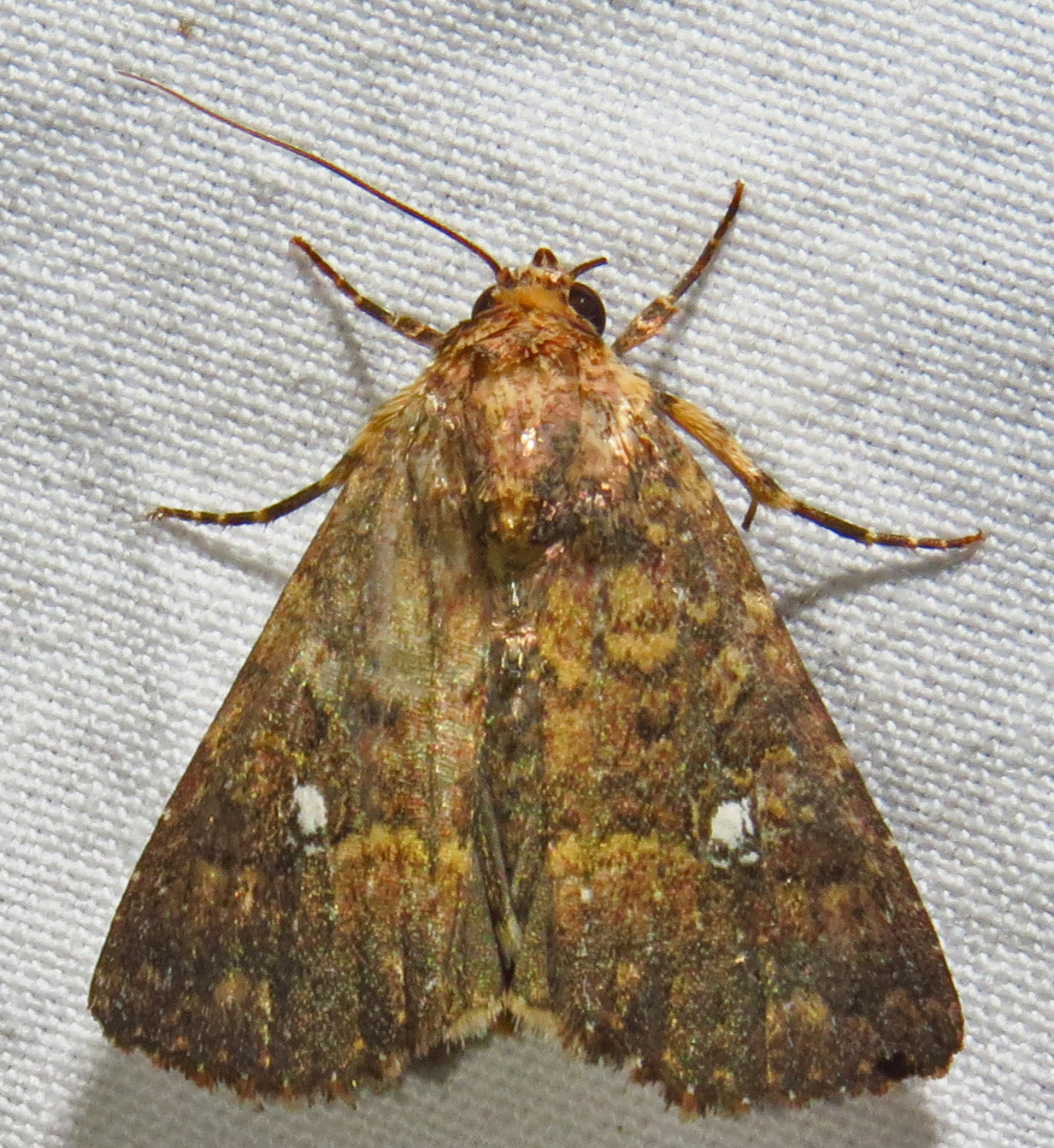
Condica mobilis
Condica serva
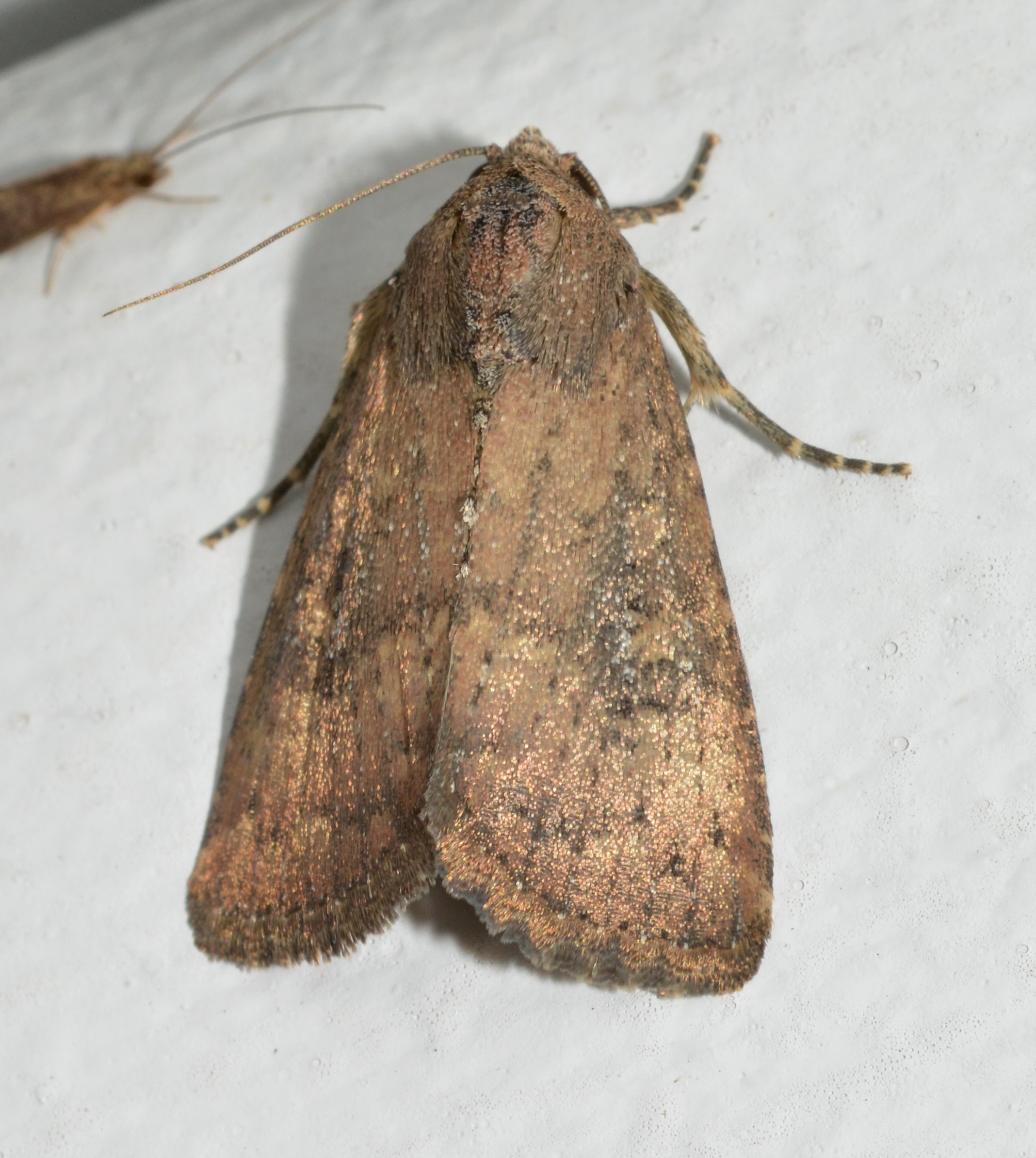
Condica sutor
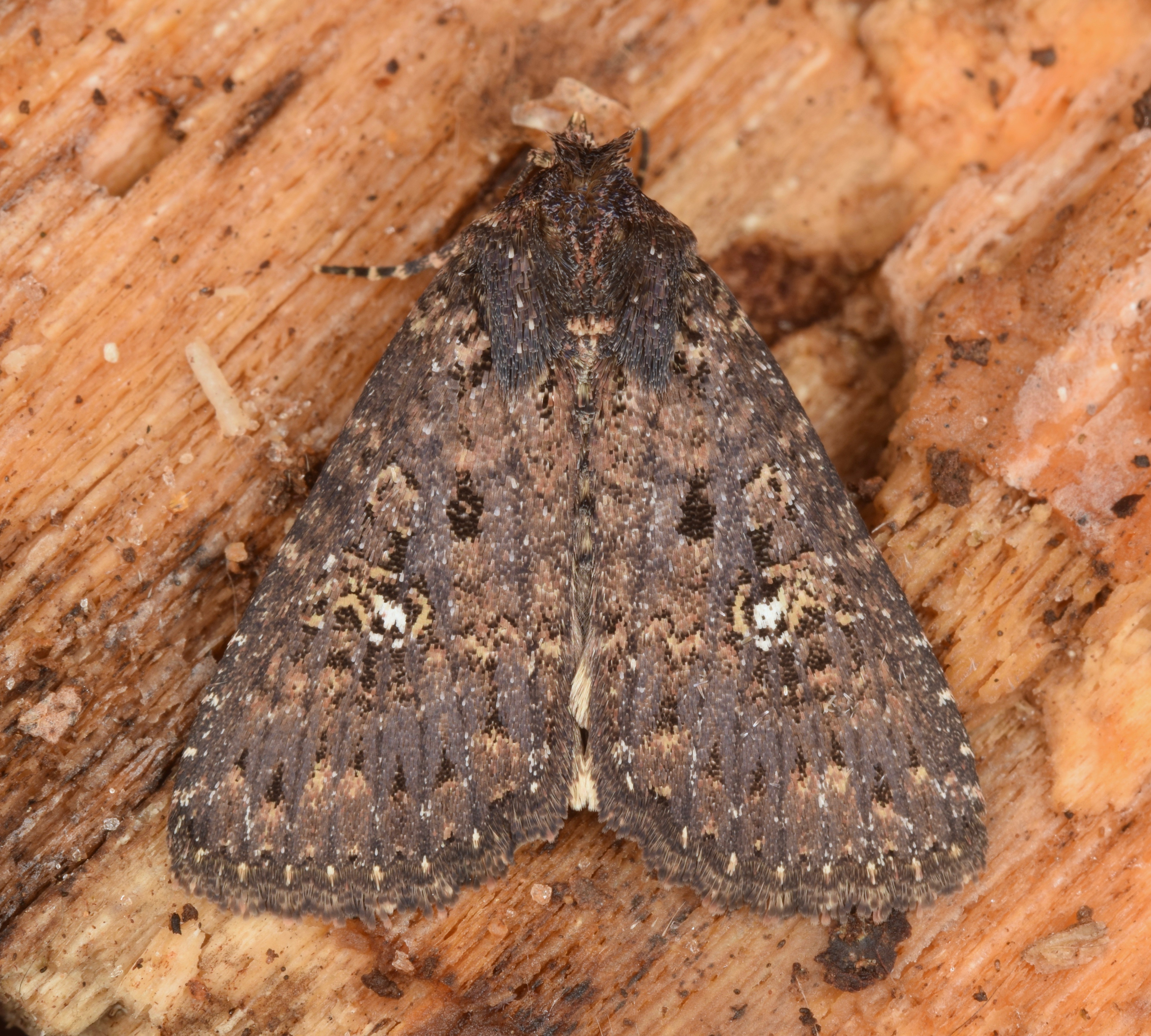
Condica vecors
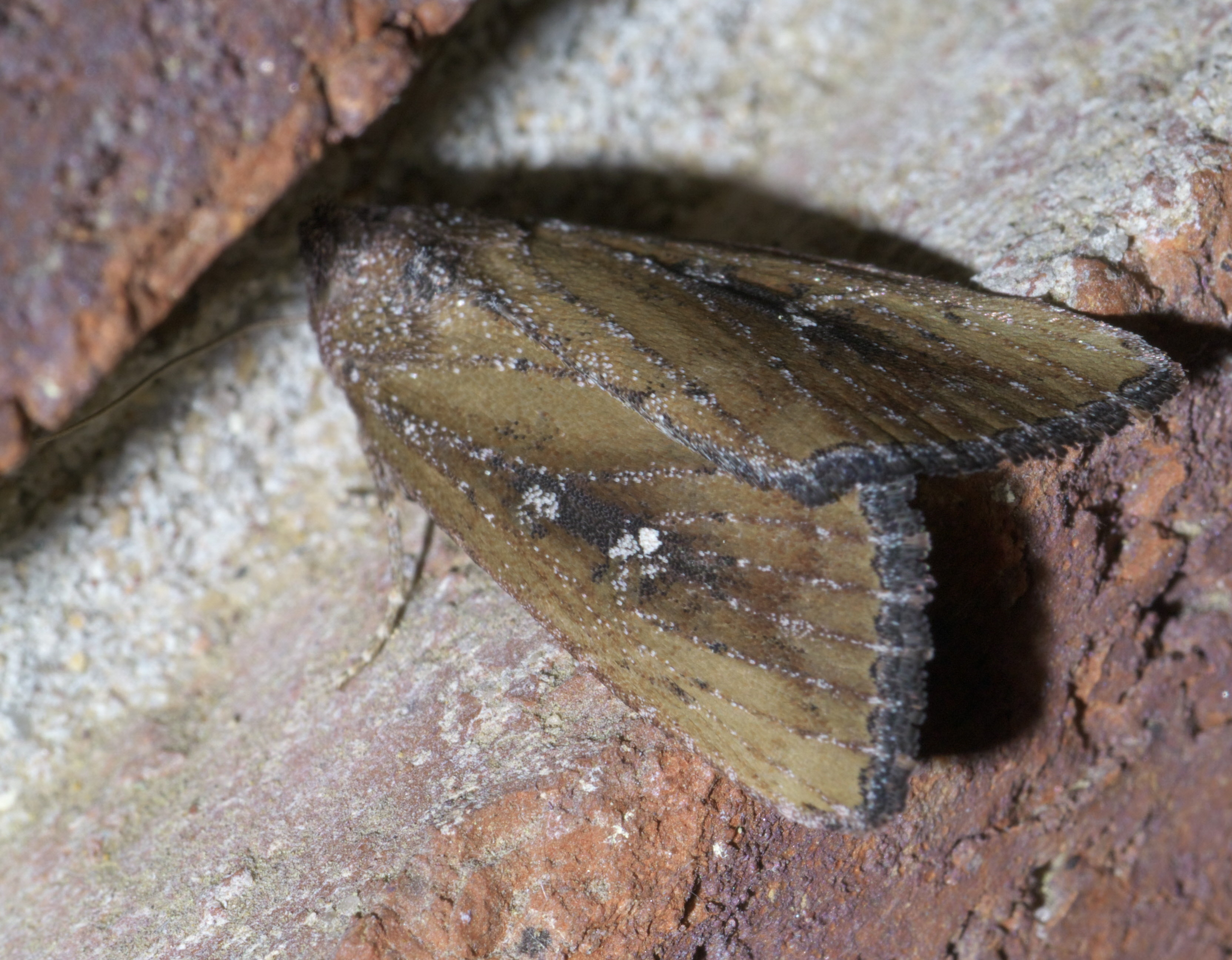
Condica videns
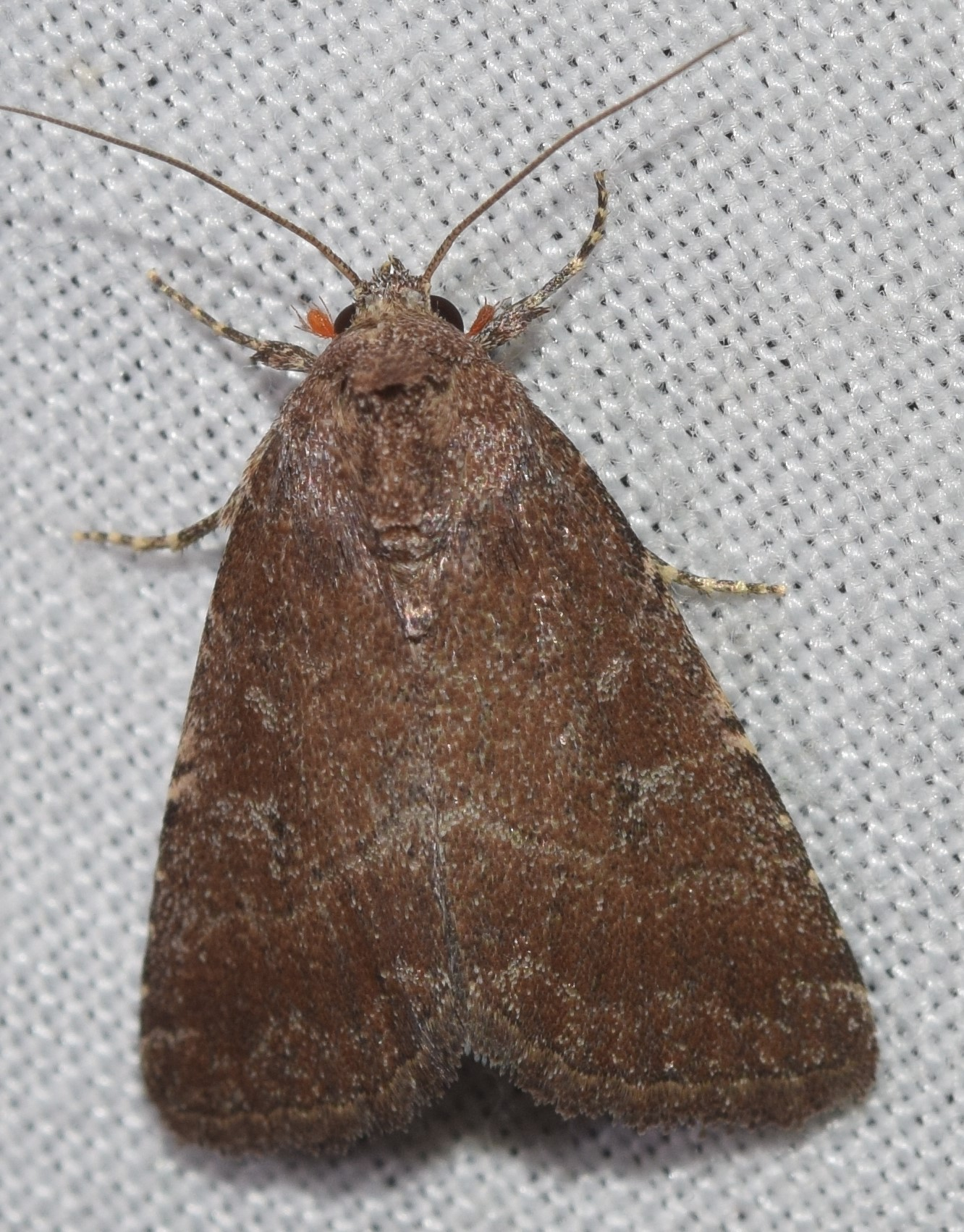
Condica viscosa